# Encéphalopathie subaiguë spongiforme transmissible

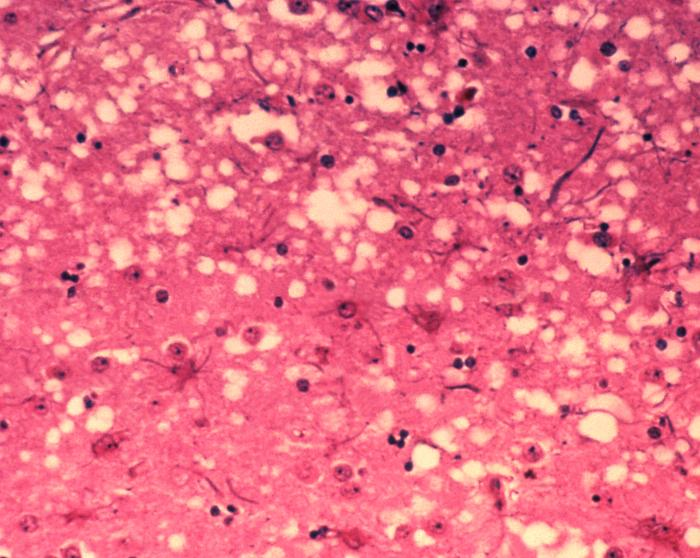
Coupe histologique d'un tissu cérébral atteint d'une encéphalopathie spongiforme bovine, également appelée "maladie de la vache folle"

Les encéphalopathies subaiguës spongiformes transmissibles sont des maladies s'attaquant au système nerveux de leur hôte, causées par une protéine, le prion, quand elle prend une configuration anormale.

## Typologie
Les différentes maladies de ce genre sont :
- la maladie de Creutzfeldt-Jakob ;
- la maladie de Kuru ;
- le syndrome de Gerstmann-Sträussler-Scheinker (SGSS) ;
- la maladie de l’insomnie fatale familiale (IFF) ;
- la tremblante du mouton ;
- la maladie de la vache folle, et la maladie du dromadaire fou ;
- l'encéphalopathie transmissible du vison (en) ;
- la maladie débilitante chronique des cervidés ;
- l'encéphalopathie spongiforme féline (en).

## Réglementation
- Règlement (UE) no 56/2013 de la Commission du 16 janvier 2013 modifiant les annexes I et IV du règlement (CE) no 999/2001 du Parlement européen et du Conseil fixant les règles pour la prévention, le contrôle et l'éradication de certaines encéphalopathies spongiformes transmissibles, et rectificatif à ce règlement.